# フランク・ワイコフ
フランク・ワイコフ（Frank Clifford Wykoff、1909年10月29日 - 1980年1月1日）は、アメリカ合衆国アイオワ州デモイン出身の陸上競技選手。1928年アムステルダム、1932年ロサンゼルス、1936年ベルリンオリンピックと3大会連続金メダルを獲得した選手である。

## 経歴
ワイコフは、1928年アムステルダム大会では100mに出場。3位に10分の1秒及ばず4位に終わったが、ワイコフとジェームズ・クイン、チャールズ・ボラー、ヘンリー・ラッセルのメンバーで出場した4×100mリレーでは41.0秒の世界新記録で金メダルを獲得した。
オリンピック後、ワイコフはカリフォルニア州のグランデールコミュニティカレッジに入学する。大学に入学しても1年間は高校のときに指導を受けていたコーチの元で練習を続けていた。ワイコフは前年の秋には重い感染症でのどをやられ、あわや死ぬところであったが、翌年の春には回復した。彼はその後、南カリフォルニア大学に転校し別のコーチの元で指導を受けることとなる。
ワイコフは1928年、1931年にはAAU選手権の100ヤード、1930年と1931年の全米学生選手権の100ヤードに勝利する。1930年5月には100ヤードで9.4秒の世界新記録を樹立。1ヵ月後にもう一度同じ記録を出している。
1932年ロサンゼルスオリンピックには4×100mリレーに2大会連続出場、アンカーを務めたワイコフとロバート・キーセル、ヘクター・ダイヤー、エメット・トッピーノで挑み39.8秒の世界新記録で金メダルを獲得。
ワイコフは、さらに4年後のベルリンオリンピックに3大会連続出場。100mでは8年前と同じく、惜しくも4位に終わったが、短距離・跳躍4冠のジェシー・オーエンス、ラルフ・メトカーフ、フォイ・ドレイパーで挑んだ4×100mリレーは、39.8秒の世界タイ記録を樹立し、金メダルを獲得。ワイコフは3大会連続の金メダリストとなった。